# Alex Wright (atleta)
Alex Wright (Londra, 19 dicembre 1990) è un atleta irlandese.
Ha partecipato ai Giochi di Rio de Janeiro 2016 e di Tokyo 2020, gareggiando rispettivamente nella 20km e nella 50km.